# Pokémon: Master Quest
Pokémon: Master Quest is het vijfde seizoen van de animatieserie Pokémon. Dit seizoen wordt opgevolgd door Pokémon: Advanced, en voorafgegaan door Pokémon: Johto League Champions. De Amerikaanse productie lag in handen van 4Kids Entertainment.

## Uitzending
Dit seizoen werd oorspronkelijk uitgezonden in zaterdagse en zondagse uitzending in het jaar 2003 op kinderzender Fox Kids, gevolgd door enkele herhalingen op dezelfde zender. Is in 2008 ook nog herhaald door Jetix en in 2011 door Disney XD, het 24/7 digitale kanaal.

## Verhaallijn
Ons reiskwartet maakt een pitstop aan hun queeste door Johto, wanneer ze aankomen bij de Whirl Islands. Eenmaal aangekomen doen ze mee aan de Whirl Cup, een competitie speciaal voor Water-Pokémon-trainers die zich maar één keer in de drie jaar afspeelt. Ook komen ze een oude bekende tegen: Ritchie. Daarnaast komen ze oog in oog te staan met andere leden van Team Rocket, waaronder Butch en Cassidy. 
Aan het einde van het seizoen doet Ash mee aan de Johto League. Hij moet het opnemen tegen zijn rivaal Gary Oak. Ash kan hem verslaan maar verliest de volgende wedstrijd tegen Harrison. Na de Johto League besluit Ash om naar Hoenn te reizen. 

## Rolverdeling
| Hoofdrollen      | Hoofdrollen        | Hoofdrollen        | Hoofdrollen        |
| Personage        | Nederlandse versie | Amerikaanse versie | Japanse versie     |
| ---------------- | ------------------ | ------------------ | ------------------ |
| Verteller        | Jeroen Keers       | Rodger Parsons     | Unshō Ishizuka     |
|                  |                    |                    |                    |
| Ash Ketchum      | Christa Lips       | Veronica Taylor    | Rica Matsumoto     |
| Misty            | Marlies Somers     | Rachael Lillis     | Mayumi Iizuka      |
| Brock            | Fred Meijer        | Eric Stuart        | Yuji Ueda          |
|                  |                    |                    |                    |
| Pikachu          | Ikue Ōtani         | Ikue Ōtani         | Ikue Ōtani         |
| Jessie           | Hilde de Mildt     | Rachael Lillis     | Megumi Hayashibara |
| James            | Bram Bart          | Eric Stuart        | Miki Shinichirou   |
| Meowth           | Jan Nonhof         | Maddie Blaustein   | Inuko Inuyama      |
|                  |                    |                    |                    |
| Zuster Joy       | Mandy Huydts       | Megan Hollingshead | Ayako Shiraishi    |
| Agent Jenny      | Edna Kalb          | Lee Quick          | Chinami Nishimura  |
| Gary Oak         | Bram Bart          | Jimmy Zoppi        | Yuko Kobayashi     |
| Delia Ketchum    | Beatrijs Sluijter  | Veronica Taylor    | Masami Toyoshima   |
| Professor Oak    | Jon van Eerd       | Stan Hart          | Unshô Ishizuka     |
| Jigglypuff       | Rachael Lillis     | Rachael Lillis     | Mika Kanai         |
| Stadionomroeper  | Olaf Wijnants      | ???                | ???                |
| Dexter (PokéDex) | Jon van Eerd       | Eric Stuart        | Shinichirō Miki    |
| Tracey           | Rolf Koster        | Ted Lewis          | Tomokazu Seki      |
| Ritchie          | Niki Romijn        | Tara Jayne         | Minami Takayama    |
| Casey            | Ingeborg Wieten    |                    |                    |
| Harrison         | Pim Muda           |                    |                    |

## Muziek

### Leader
De leader Believe In Me (I Believe) is ingezongen door David Rolfe. Het liedje werd gecomponeerd door John Siegler en David Rolfe. Het liedje duurt 45 seconden in totaal. In de aftiteling staat er vermeld Muziek Nederlandse versie - Vertaling: Niki Romijn, Gezongen door: Herman van Doorn, terwijl de leader dit seizoen eigenlijk Engelstalig te horen was. Van Doorn en Romijn waren vorig seizoen echter wel betrokken bij de productie. Het is onduidelijk of ook echt een Nederlandstalige versie geproduceerd is van Believe in Me.
In 2019 is echter een Nederlandse versie van ‘’Believe in me’’ uitgebracht genaamd ‘’De ware test’’ en zal te horen zijn bij de Nederlandse versie. De leader is gezongen door Jeffrey Middelveld.
Een 'soort-van' langere versie van de originele Engelstalige versie is te horen in de vijfde film Pokémon: Helden.

### Cd
De leader Believe In Me (I Believe) is uitgebracht op de compilatiecd Pokémon X: 10 Years Of Pokémon. Het betreft de korte versie met een speelduur van in totaal vijf-en-veertig seconden.

## Dvd-uitgave
| Titel                                                  | Afleveringen | Verschijningsdatum | Talen      | Distributeur    |
| ------------------------------------------------------ | --- | ------------------ | ---------- | --------------- |
| Pokémon Mega Dvd 1                                     | S5AFL01 Rondom de draaikolk S5AFL02 Vlieg met me mee S5AFL03 De trek van de Chinchou S5AFL04 Een Corsolakaper S5AFL05 Mantine overboord S5AFL06 De verstoten Octillery S5AFL07 Strijdende helden S5AFL08 De perfecte match speelduur: ca. 165 minuten verpakking: standaard-dvd-doos                                   | 13 januari 2004    | Nederlands | Bridge Pictures |
| Pokémon Mega Dvd 2                                     | S5AFL09 Eerst zaaien... dan oogsten S5AFL10 Ahoy Silver... tabee! S5AFL11 Het geheim ontrafeld S5AFL12 Ouders in de val S5AFL13 Beloofd is beloofd S5AFL14 De hulp van Noctowl S5AFL15 Geen stalen maar Steelix zenuwen S5AFL16 Bulbasaur... de ambassadeur! speelduur: ca. 165 minuten verpakking: standaard-dvd-doos | 13 april 2004      | Nederlands | Bridge Pictures |
| Pokémon Master Quest Deel 1 Xatu en de toekomst        | S5AFL25 Xatu en de toekomst S5AFL26 Over evolutie gesproken S5AFL27 De woede der onschuld S5AFL28 Prycekoud speelduur: ca. 85 minuten verpakking: standaard-dvd-doos | juni 2007          | Nederlands | Bridge Pictures |
| Pokémon Master Quest Deel 2 Hocus Pokémon              | S5AFL29 Onwijze Pryce, kanjer! S5AFL30 Waar de wind vandaan komt S5AFL31 Als je van heet houdt S5AFL32 Hokus Pokémon speelduur: ca. 85 minuten verpakking: standaard-dvd-doos | juni 2007          | Nederlands | Bridge Pictures |
| Pokémon Master Quest Deel 3 Zo helder als kristal      | S5AFL33 Zo helder als kristal S5AFL34 Altijd hetzelfde liedje S5AFL35 Steek je licht op S5AFL36 Wil de echte Oak nu opstaan? speelduur: ca. 85 minuten verpakking: standaard-dvd-doos | juni 2007          | Nederlands | Bridge Pictures |
| Pokémon Master Quest Deel 4 Een sterk staaltje namaak! | S5AFL37 Je mag een wens doen S5AFL38 Ga uit je dak S5AFL39 Een sterk staaltje namaak S5AFL40 Boontje komt om zijn loontje speelduur: ca. 85 minuten verpakking: standaard-dvd-doos | juni 2007          | Nederlands | Bridge Pictures |

## Afleveringen
| Seizoen 5 Pokémon: Master Quest | Seizoen 5 Pokémon: Master Quest  |
| Nr.                             | Afleveringtitel                  |
| ------------------------------- | -------------------------------- |
| 01                              | Rondom de draaikolk              |
| 02                              | Vlieg met me mee                 |
| 03                              | De trek van de Chinchou          |
| 04                              | Een Corsolakaper                 |
| 05                              | Mantine overboord                |
| 06                              | De verstoten Octillery           |
| 07                              | Strijdende helden                |
| 08                              | De perfecte match                |
| 09                              | Eerst zaaien... dan oogsten!     |
| 10                              | Ahoy, Silver... tabee!           |
| 11                              | Het geheim ontrafeld             |
| 12                              | Ouders in de val                 |
| 13                              | Beloofd is beloofd               |
| 14                              | De hulp van Noctowl              |
| 15                              | Geen stalen maar Steelix zenuwen |
| 16                              | Bulbasaur... de ambassadeur!     |
| 17                              | Espeon niet inbegrepen           |
| 18                              | De klok luidt voor Ho-oh         |
| 19                              | Extreme Pokémon                  |
| 20                              | Een ei-zingwekkend avontuur      |
| 21                              | Een plan uitbroeden              |
| 22                              | Lasten en lusten                 |
| 23                              | En maar wachten op een vriend    |
| 24                              | Een Tyrogue vol problemen        |
| 25                              | Xatu en de toekomst              |
| 26                              | Over evolutie gesproken          |
| 27                              | De woede der onschuld            |
| 28                              | Prycekoud                        |
| 29                              | Onwijze Pryce, kanjer!           |
| 30                              | Waar de wind vandaan komt        |
| 31                              | Als je van heet houdt            |
| 32                              | Hokus Pokémon                    |
| 33                              | Zo helder als kristal            |
| 34                              | Altijd hetzelfde liedje          |
| 35                              | Steek je licht op                |
| 36                              | Wil de echte Oak nu opstaan?     |
| 37                              | Je mag een wens doen             |
| 38                              | Ga uit je dak                    |
| 39                              | Een sterk staaltje namaak        |
| 40                              | Boontje komt om zijn loontje     |
| 41                              | Schoonheid zit van binnen        |
| 42                              | Tanden op elkaar                 |
| 43                              | De vlam in de pan                |
| 44                              | De achtste, de beste             |
| 45                              | Wynaut, waarom ook niet?         |
| 46                              | Een beetje water erbij           |
| 47                              | Lang leve de Lapras              |
| 48                              | Kom er maar uit                  |
| 49                              | Alle ogen gericht op Entei       |
| 50                              | Een bekroonde prestatie          |
| 51                              | Alle ogen op Elekid              |
| 52                              | Jij bent de ster, Larvitar       |
| 53                              | Adres Unown                      |
| 54                              | De moeder der gevechten          |
| 55                              | Krab doet de Sneasel             |
| 56                              | Het uur van het vuur             |
| 57                              | Pokémon-liefde                   |
| 58                              | De banden aanhalen               |
| 59                              | In het heetst van de strijd      |
| 60                              | Spelen met vuur                  |
| 61                              | Johto-foto-finish                |
| 62                              | Ik zie je later!                 |
| 63                              | Alleen naar Hoenn                |
| F5                              | Helden, Latias en Latios         |

- s = speciale aflevering, f = film

## Trivia
- Vanaf Alle ogen op Elekid wordt er een nieuwe animatiestijl gehanteerd.
- De Whirl Islands zijn een eilandengroep in de vorm van een spiraal. De grootste eilanden heetten Silver Rock Isle, Red Rock Isle, Yellow Rock Isle en Blue Point Isle. Het zou de verblijfplek zijn van de legendarische Pokémon Lugia.
- Dit seizoen kent enkele vertalingsfoutjes: aanvalsnamen worden tijdelijk (enkele afleveringen) Engelstalig gehanteerd. Dit speelt zich echter alleen af bij de afleveringen die zich afspelen tijdens de Johto-league.
- Tijdens de Pokemon league doet iemand mee met een Blaziken (een Pokemon van de volgende generatie).